# Katedrala v Novočerkasku
Katedrala Vnebovzetja (Вознесенский собор) je ruska pravoslavna cerkev (oz. katedrala) v Novočerkasku, Rostovska oblast v Rusiji. Nekdaj je bila ena največjih cerkva ruskega imperija in glavna cerkev province Don Host.
Stavba s petimi kupolami, visoka 75 metrov, je pomemben primer ruske neobizantinske arhitekture. Postavljena je bila med letoma 1891 in 1904 na mestu, kjer je prej že stala cerkev. Prva cerkev na tem mestu je bila zgrajena po načrtih neoklasičnega arhitekta Luigija Rusce. Podrta je bila leta 1846. Nadomestna cerkev je nato stala 17 let in bila kasneje prav tako porušena.
Obstoječo cerkveno stavbo je zasnoval lokalni arhitekt Aleksander Jaščenko, posvečena pa je bila leta 1905. Vernike so komunisti leta 1934 pregnali iz cerkve. Pravoslavna skupnost je v cerkvi ponovno začela službovati leta 1942, po tem ko je Wehrmacht izgnal komuniste iz Donske regije.
Katedrali Staročerkassk in Novočerkassk veljata za glavni verski središči Donskega kozaštva. V cerkvi so pokopani Matvey Platov, Vasilij Orlov-Denisov, Jakov Baklanov in drugi atamani Don Kozaka. Pred verando katedrale stoji bronasti kip Jermaka, osvajalca Sibirije, ki ga je zasnoval Mihail Mikešin.